# Wörthhof
Wörthhof (bairisch: Wiardhof) ist eine Einöde und Ortsteil der Oberpfälzer Stadt Wörth an der Donau im Landkreis Regensburg in Bayern.

## Geografische Lage
Der Ort liegt am westlichen Rand des Gäuboden, etwa zwei Kilometer südwestlich von Wörth und ein Kilometer von der Donau entfernt.

## Geschichte
Wörthhof, übersetzt Inselhof, bildete vor dem Damm- und Donauausbau eine hochwasserfreie Siedlungsfläche inmitten des Überschwemmungsgebietes des Flusses. Im Süden ging das Hochwasser der Wiesent bis an die Ortschaft Oberachdorf heran und vereinigte sich mit dem Donauhochwasser zu einem kilometerbreiten See. Die Verbindung mit Oberachdorf war dann für Tage nur mit einem Kahn möglich und da der Fährbetrieb nach Pfatter ruhte, war der Markt Wörth nur über Donaustauf oder Straubing erreichbar.

### Gemeinde
Die Einöde war ursprünglich ein Ortsteil der Gemeinde Wiesent und kam, von der US-amerikanischen Militärregierung veranlasst, zwischen 1945 und 1948 vorübergehend zum Markt Wörth. Am 23. März 1949 wechselte der Ort zur Gemeinde Oberachdorf. Durch die Eingemeindung von Oberachdorf in die Stadt Wörth a.d.Donau im Zuge der Gebietsreform in Bayern zum 1. April 1971 wurde Wörthhof ein amtlich benannter Ortsteil von Wörth.

### Kirchensprengel
Bis 1879 war der Ort der katholischen Pfarrei Wiesent zugeordnet und wechselte spätestens 1885 zur Pfarrei Wörth an der Donau.

### Schulsprengel
Die Wörthhofkinder besuchten bis 1884 die Schule in Wiesent. Anschließend wechselte der Ort vom Schulsprengel Wiesent zur Schule in Wörth.

### Post
In Postangelegenheiten war seit mindestens 1875 das Postamt in Wörth a.d.Donau zuständig.

### Einwohnerentwicklung
| Jahr      | 1838 | 1860 | 1871 | 1885 | 1900 | 1925 | 1950 | 1961 | 1970 | 1987 |
| --------- | ---- | ---- | ---- | ---- | ---- | ---- | ---- | ---- | ---- | ---- |
| Einwohner | 12   | 9    | 9    | 11   | 8    | 7    | 11   | 5    | 2    | 9    |

## Flutpolder Wörthhof

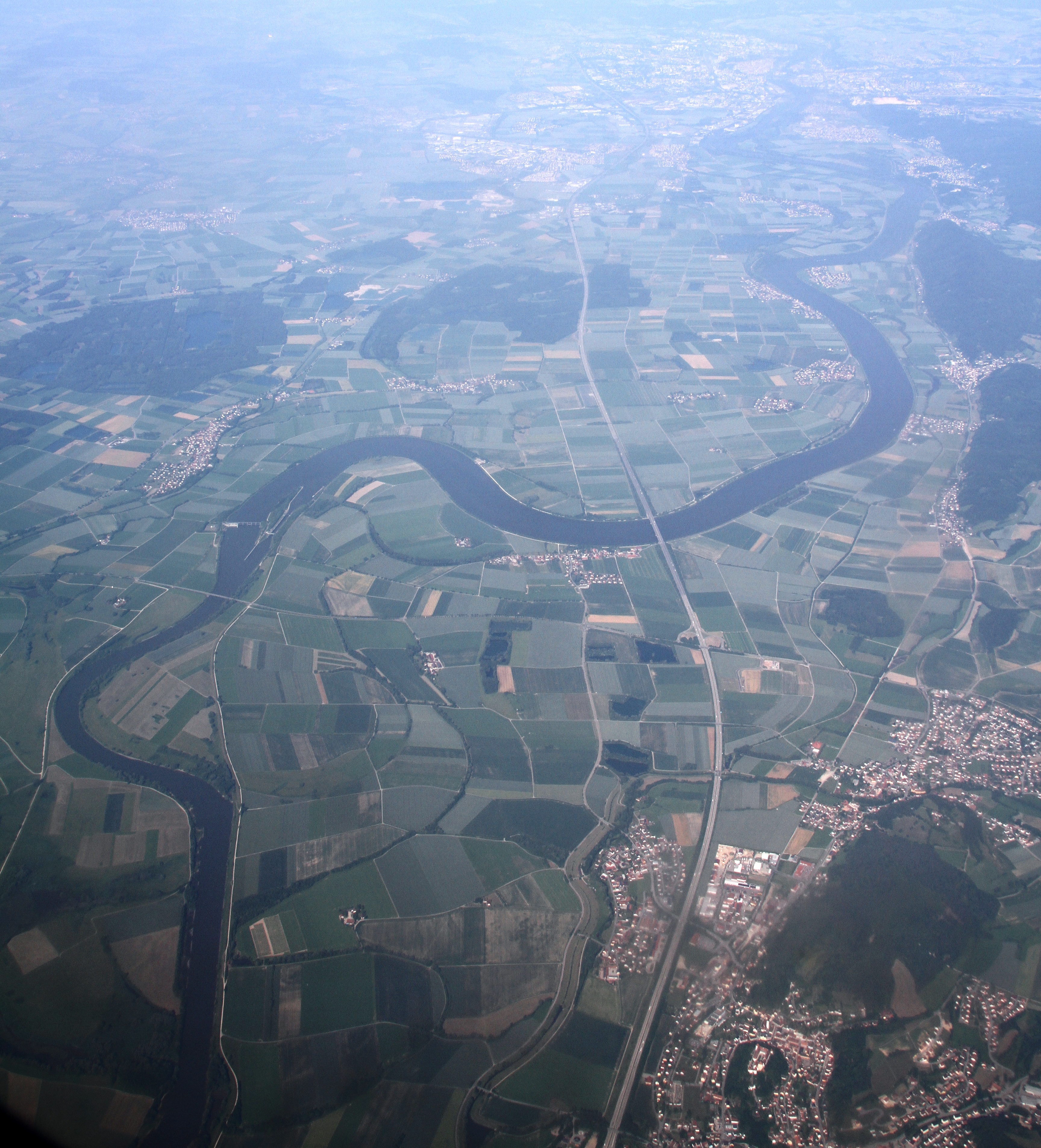
Wörthhof (links unten): ein Kilometer zur Donau, inmitten des geplanten Polders

Nach der Einöde Wörthhof ist der geplante Flutpolder „Wörthhof“ benannt. Die Einöde liegt inmitten des vom Bayerischen Staatsministerium für Umwelt und Verbraucherschutz geplanten etwa 760 Hektar großen gesteuerten Hochwasserpolders und wäre hauptsächlich betroffen. Sein Rückhaltevermögen von etwa 16 Millionen Kubikmeter würde im Falle eines sehr großen Hochwasserereignisses genutzt und die Unterlieger, unter anderem Straubing und Deggendorf, entlasten. Die Stadt Wörth an der Donau und alle an die Donau angrenzenden Gemeinden des Umlandes bis Barbing haben sich einstimmig und mit Nachdruck gegen die von der Bayerischen Staatsregierung geplante Schaffung gesteuerter Flutpolder zur Milderung von Hochwasserständen an der Donau ausgesprochen. Auch die Landrätin des Landkreises Regensburg Tanja Schweiger zeigt sich skeptisch. Die seit Jahren bekannte Grundwasserproblematik, hervorgerufen durch die Donau, und die Gefährdung der Trinkwasserversorgung von Wörth, die sich ebenfalls in unmittelbarer Nähe der geplanten Flutpolder befindet, spreche deutlich dagegen.
Am 11. April 2015 besuchte die CSU-Bezirksvorsitzende und Sozialministerin Emilia Müller den Ortsteil Kiefenholz um sich mit der Problematik Flutpolder vertraut zu machen.
Durch den nach der Landtagswahl vom 14. Oktober 2018 in Bayern zwischen den Freien Wählern und der CSU geschlossenen Koalitionsvertrag wird das Flutpolderkonzept im Landkreis Regensburg nicht weiter verfolgt. Dies war eine Kernforderung der Freien Wähler. Die frei werdenden finanziellen Mittel sollen in den dezentralen Hochwasserschutz entlang der Donau und aller Zuläufe investiert werden.
→ Zur Geschichte der Donau bei Wörth siehe auch: Wörth und die Donau